# Дорохов, Павел Николаевич
Павел Николаевич Дорохов (Январь 1886, Малая Тарасовка, Самарская губерния, Российская империя — 1938 (или 8 мая 1942)) — русский и советский писатель и сценарист.

## Биография
Родился в январе 1886 года в Малой Тарасовке. В 1900 году поступил в Городское училище, который окончил в 1902 году. Сначала работал в должности земского статистика, затем примкнул к революционному движению, за что на несколько месяцев был арестован. Литературной деятельностью стал заниматься начиная с 1911 года. В 1917 году был избран первым председателем ЧСРИСД. Принимал активное участие в создании газеты Союзная мысль. В годы Гражданской войны в РСФСР занимался общественно-политической деятельностью. В 1930-х годах он был репрессирован. Данные о дальнейшей судьбе разнятся — по одной версии он был расстрелян в 1938 году, по другой версии, он скончался в заключении 8 мая 1942 года.

## Фильмография

### Сценарист
- 1924 — Как Петюнька ездил к Ильичу
- 1925 — Перевал
- 1930 — Огненный рейс